# Arbeitsgemeinschaft fußgänger- und fahrradfreundlicher Städte, Gemeinden und Kreise in Nordrhein-Westfalen

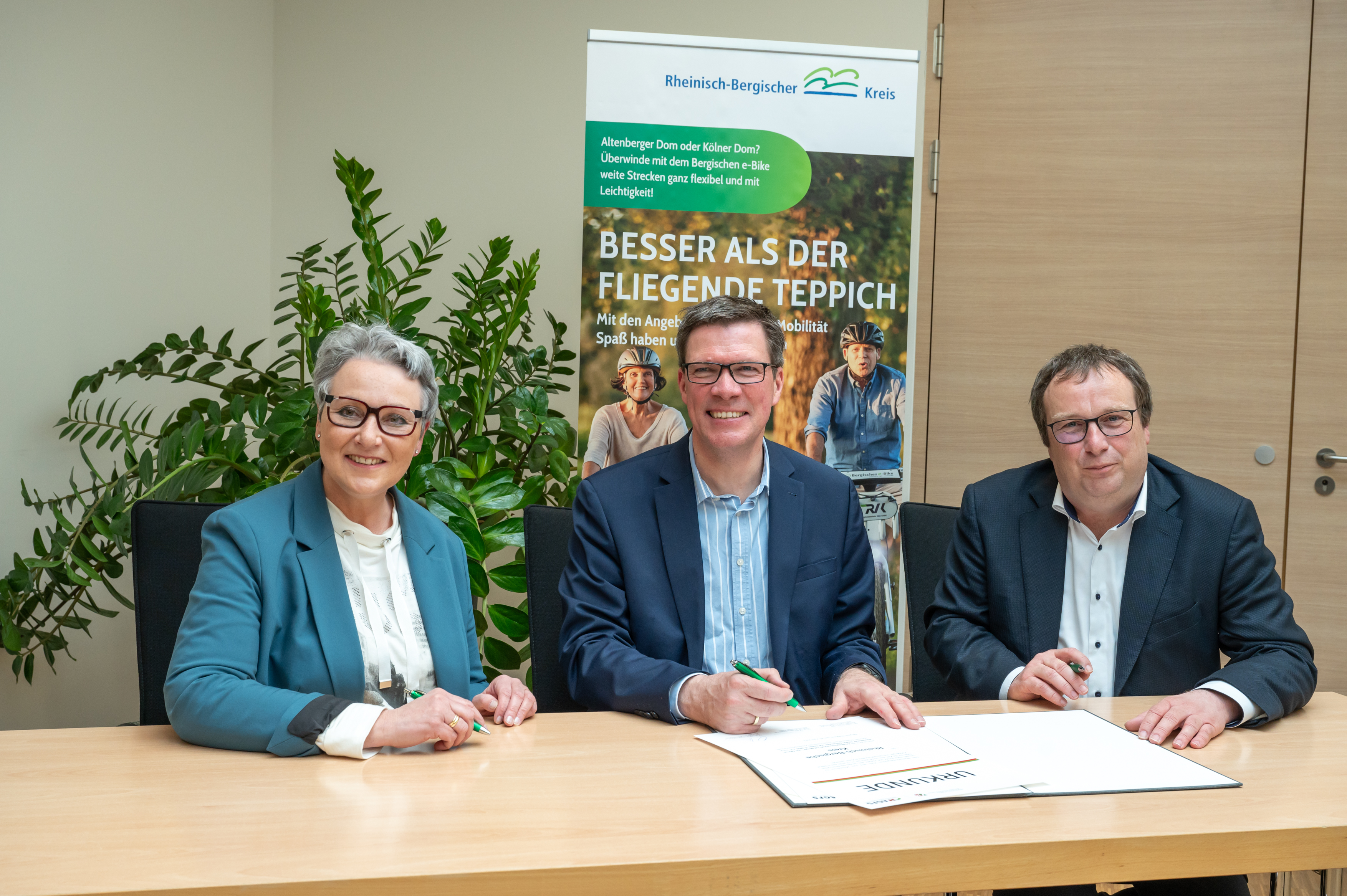
Unterzeichnung der Mitgliedsurkunde: (v. l. n. r.) Christine Fuchs, Vorstand der AGFS NRW, Oliver Krischer, Minister für Umwelt, Naturschutz und Verkehr des Landes Nordrhein-Westfalen und Landrat Stephan Santelmann. (Foto: Joachim Rieger)

Die Arbeitsgemeinschaft fußgänger- und fahrradfreundlicher Städte, Gemeinden und Kreise in Nordrhein-Westfalen e. V. (AGFS NRW) ist ein in Krefeld ansässiger Zusammenschluss von Gemeinden und Kreisen, die sich für verbesserte Bedingungen für den nichtmotorisierten Individualverkehr einsetzen.

## Geschichte
Der Verein wurde 1993 als Arbeitsgemeinschaft Fahrradfreundlicher Städte von 13 Mitgliedern in Nordrhein-Westfalen gegründet. Seit 2007 vertritt die AGFS NRW das Konzept der Nahmobilität, das alle Formen nichtmotorisierter Mobilität umfasst und die „Stadt als Lebens- und Bewegungsraum“ definiert. Seit 2012 steht deshalb der Fußgänger- neben dem Fahrradverkehr gleichrangig im neuen Namen der AGFS NRW. Der Anteil des Radverkehrs in den Städten soll auf durchschnittlich 25 % und der Modal-Split-Anteil des nichtmotorisierten Individualverkehrs – im Sinne der angestrebten Nahmobilität – auf über 60 % gesteigert werden.
Die AGFS NRW war die erste institutionalisierte Form der Zusammenarbeit von Kommunen in Deutschland für die Förderung des Fahrradverkehrs bzw. der Nahmobilität. Sie hat Vorbildcharakter für ähnliche Zusammenschlüsse, die sich auch in Baden-Württemberg, Bayern, Brandenburg, Hessen, Niedersachsen, Sachsen, Schleswig-Holstein und Thüringen gegründet haben.

## Mitglieder der AGFS
- Aachen, Städteregion
- Aachen
- Ahlen
- Arnsberg
- Bergkamen
- Bielefeld
- Bocholt
- Bochum
- Bonn
- Bönen
- Bottrop
- Borken
- Borken, Kreis
- Brühl
- Bünde
- Castrop-Rauxel
- Coesfeld
- Coesfeld, Kreis
- Detmold
- Dormagen
- Dorsten
- Dortmund
- Dülmen
- Düren, Kreis
- Düsseldorf
- Duisburg
- Dinslaken
- Emmerich am Rhein
- Erkelenz
- Essen
- Euskirchen, Kreis
- Euskirchen, Stadt
- Geldern
- Gescher
- Gladbeck
- Grevenbroich
- Gütersloh
- Gütersloh, Kreis
- Haltern am See
- Hamm
- Heiden
- Heinsberg, Kreis
- Herford
- Herne
- Herten
- Herzogenrath
- Hückelhoven
- Ibbenbüren
- Iserlohn
- Kamen
- Kempen
- Kerpen
- Kleve
- Köln
- Krefeld
- Langenfeld
- Lemgo
- Lippe, Kreis
- Leverkusen
- Lohmar
- Lünen
- Lüdinghausen
- Meckenheim
- Meerbusch
- Minden
- Mönchengladbach
- Moers
- Monheim am Rhein
- Mülheim an der Ruhr
- Münster
- Neuss
- Oberhausen
- Paderborn
- Paderborn, Kreis
- Pulheim
- Ratingen
- Recklinghausen, Kreis
- Recklinghausen, Stadt
- Rees
- Reken
- Rhede
- Rheinberg
- Rhein-Erft-Kreis
- Rhein-Kreis Neuss
- Rhein-Sieg-Kreis
- Rheine
- Rheinisch-Bergischer Kreis
- Rietberg
- Rommerskirchen
- Schöppingen
- Schwerte
- Soest, Stadt
- Soest, Kreis
- Steinfurt, Kreis
- Telgte
- Troisdorf
- Unna
- Unna, Kreis
- Velen
- Viersen, Kreis
- Warendorf, Kreis
- Wesel
- Wuppertal

(Stand: August 2023)
Ehemalige Mitglieder
Als bisher einziger Kommune wurde der Stadt Marl, Mitbegründerin der Gemeinschaft, die Mitgliedschaft zum Jahresende 2014 nicht verlängert. Grund war unter anderem die Vernachlässigung des Radwegnetzes sowie das fehlende Engagement bei der Förderung des Radverkehrs.

## Aktivitäten

### Unternehmen FahrRad!
2005 gründete die AGFS NRW mit Unterstützung des damaligen Ministeriums für Wirtschaft, Energie, Bauen, Wohnen und Verkehr des Landes Nordrhein-Westfalen ein strategisches Bündnis von Unternehmen und Verbänden aus der Fahrradwirtschaft zur Förderung des Radverkehrs in Deutschland unter dem Namen „Unternehmen FahrRad!“. Es soll den Austausch zwischen der AGFS NRW, Kommunen, dem Land sowie Mitgliedern aus der Wirtschaft fördern. Mitglieder sind: Busch & Müller, Croozer, Jobrad, Ministerium für Umwelt, Naturschutz und Verkehr, Naturstrom, Ortlieb, Paul Lange & Co., Rose, Schwalbe, SKS, VSF und WSM.

### Berufskampagne „Plane Deine Stadt!“
2020 hat die AGFS NRW eine Berufskampagne für Nachwuchs-Verkehrsplaner/-innen in NRW gestartet.

### Tagungen

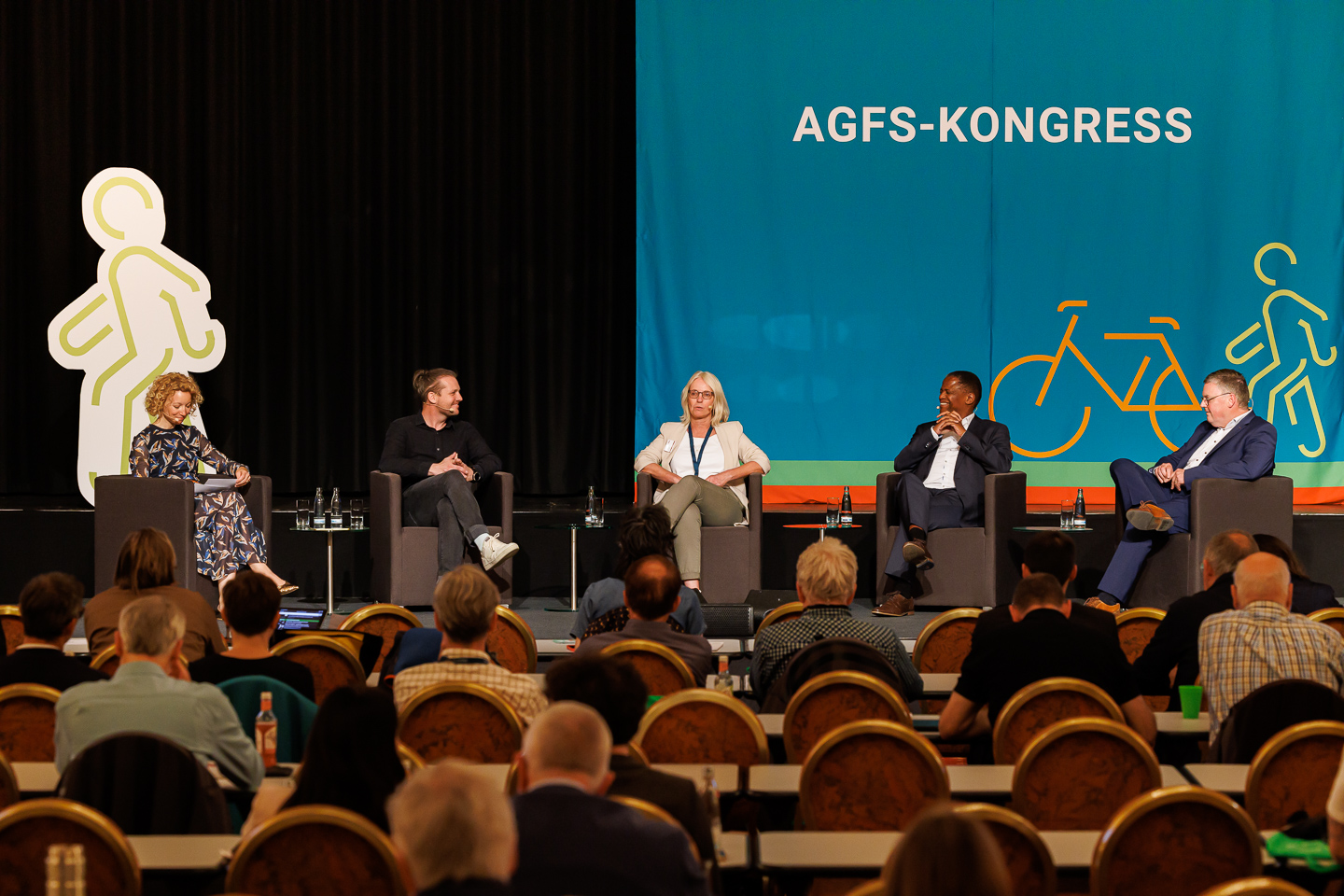
Podiumsdiskussion auf dem AGFS-Kongress 2023 in der Koelnmesse (Foto: Dirk Baumbach)

Die AGFS NRW veranstaltet regelmäßig Fachtagungen und Kongresse. So wird jedes Jahr der AGFS-Kongress durchgeführt. 2023 und 2024 fand der Kongress auf der Messe polisMOBILITY in Köln statt. Zuvor war die Messe „Fahrrad Essen“ auf der Messe Essen langjähriger Tagungsort. Im Rahmen der Öffentlichkeitsarbeit tritt die AGFS NRW bei Events anderer Institutionen auf, so wird z. B. in Kooperation mit dem NRW-Verkehrsministerium ein gemeinsamer Stand auf dem NRW-Tag organisiert.

### Weitere Kampagnen und Publikationen
Die AGFS NRW hat eine Vielzahl von Kampagnen für ihre Mitgliedskommunen vorbereitet, organisiert und durchgeführt. Beispiele dafür sind die Verkehrssicherheitskampagne „Liebe braucht Abstand“, und die bisher am längsten laufende Kampagne „Nur Armleuchter fahren ohne Licht“, die jedes Jahr im Herbst an mehr als 50 Aktionstagen in Schulen durchgeführt wird. Neben Exkursionen und einer regelmäßigen Planerwerkstatt ist die AGFS NRW Partner des Deutschen Fahrradpreises, der abwechselnd auf dem AGFS-Kongress in Essen und auf dem Nationalen Radverkehrskongress des Bundesministeriums für Digitales und Verkehr mit wechselnden Veranstaltungsorten verliehen wird.
Die AGFS NRW veröffentlicht außerdem Broschüren zu zahlreichen rad- oder fußverkehrsbezogenen Themen.

### Kritik
Der Hamburger Fahrrad-Blog „Hamburgize“ fragt, ob ausgerechnet die Städte Krefeld und Essen, die im Jahr 2022 in ihrer Größenklasse jeweils auf dem letzten Platz beim Fahrradklimatest gelandet sind, zu Nordrhein-Westfalens radfreundlichen Städten zählen sollten. Die taz überschreibt einen Artikel über die Situation in Krefeld gar mit dem Titel „Unterwegs in der Radwüste“.